# Папрати
Папрати или папратњаче (раздео Polypodiophyta) припадају једној од најстаријих група виших биљака са јасно израженом сменом бесполне (спорофит) и полне (гаметофит) фазе као и јако крупним листовима (макрофилија) и одсуством секундарне грађе и семена. Спорофитна фаза је изразито доминантна и сложеније грађе у односу на гаметофитну генерацију. Папрати се разликују од маховина по томе што су васкуларне, тј. оне имају специјализована ткива која проводе воду и нутријенте. Оне имају комплексне листове зване мегафили, који су комплекснији од микрофила присутних код маховина. Већина папрати су лептоспорангијатне, и понекад се називају правим папратима. Оне формирају намотане спиралне завршетке листова. Ова група обухвата око 10,560 познатих постојећих врста.
Већина папрати расте на тлу, на влажним, сеновитим местима, мада постоји мали број врста које се развијају на лишћу и стабљикама других биљака. Углавном су копнене биљке, али има и папратњача које живе у води. Има их у скоро свим влажним крајевима наше земље. Данас су папратњаче зељасте биљке којих има око 12.000 врста, изузев неколико врста које су дрвенасте као што су тзв. папрати дрвеће заступљене само у тропским крајевима. Папратњаче (спорофит генерација) су биљке које могу бити високе и до 25 m, а њихово дрвенасто стабло може имати пречник и до 50 cm. Прави корен, који се развија из коренка клице, брзо престаје са растом, па његову улогу преузимају адвентивни коренови који се развијају на подземном стаблу. Стабло код папратњача може имати различит облик и анатомску грађу и најчешће је код зељастих папрати увучено у земљу. Ти ризоми могу бити кратки, дугачки или задебљали као кртоле. Маса листова димензије папрати, знатно су веће од масе и димензије стабла. Листови могу бити перасто урезани, перасто дељени или цели, а основно је да су јако крупни. На њиховом наличју налазе се спорангије, обично близу главног нерва. Спорангије су у групама-сорусима. Кад сазри, спорангија пуца и из ње испадају споре. Споре папратњача су хаплоидне, као и гаметофит који се развија из њих.
Папрати се први пут појављују у фосилном запису пре око 360 милиона година у касном девонском периоду, мада се многе садашње породице и врсте нису појавиле до пре око 145 милиона година у раној креди, након што су цветајуће биљке постале доминирале у многим окружења. Папрат Osmunda claytoniana је најважнији пример еволуционог застоја; палеонтолошки докази указују да је та врста остала непромењена, чак и на нивоу фосилизованих језгара и хромозома, најмање 180 милиона година. У карбону (периоду, пре око 300 милиона година) оне су заједно са дрвенастим раставићима и другим биљкама са спорама градиле велике влажне шуме, чији фосилни остаци сада представљају наслаге каменог угља. Фосилни остаци папратњача се налазе и у стенама које су старе неколико стотина милиона година. 
Папрати нису од великог економског значаја, али се неке користе за храну, лекове, као биођубриво, као украсне биљке и за санирање контаминираног земљишта. Оне су биле предмет истраживања због њихове способности уклањања неких хемијских загађивача из атмосфере. Неке врсте папрати, попут бујади (Pteridium aquilinum) и водене папрати (Azolla filiculoides), су значајан коров широм света. Неки родови папрати, као што је Azolla, могу да фиксирају азот и дају значајан допринос у азотној прехрани пиринчаних поља. Оне такође играју одређене улоге у фолклору.

## Смена генерација
Папратњаче се могу размножавати вегетативно, помоћу подземних изданака, када старији делови подземног изданка изумру, млади постану самостални и из њих се развијају нове биљке. Ипак, код већине папратњача долази до смене генерација.
После низа митотичких деоба од зигота настаје организам чије су све ћелије диплоидне. У одређеном делу живота код таквог организма долази до редукционе деобе, при чему настају хаплоидне споре. Овакав организам ствара и носи споре и припада бесполној, спорофит генерацији.
Код неких папрати споре су исте (изоспоре) и из њих се развија двополни гаметофит, док су код других различите (хетероспоре). Међу хетероспорама разликују се:
- микроспоре, сићушне споре из којих се развијају мушки гаметофити који носе антеридије
- мегаспоре, крупне споре из којих настају женски гаметофити са архегонијама.

Из спора се развија хаплоидна генерација организама на којима се образују гаметангије и гамети. Организам ове, полне генерације је гаметофит и он ствара и носи гамете. Гаметофити живе на површини тла и они су зелени, ситни и могу бити срцолики, плочасти, нитасти итд. Гаметофит папратњача се назива проталијум који је за тло причвршћен великим бројем ризоида (ћелија које су издужене као коренске длаке и које имају исту функцију). Спорангије са спорама се налазе на наличју листа. Споре се налазе у малим округлим црним кесицама. Када су зреле, споре испадају из кесица и ношене ветром доспевају на погодно место за раст.
За оплођење код папратњача неопходно је присуство слободне воде, како би ситни и покретни сперматозоиди стигли до јајне ћелије која је непокретна. Зигот настаје из оплођене јајне ћелије, а из њега се развија диплоидна клица из које настаје диплоидни спорофит, чиме се циклус понавља.

## Галерија
- Blechnum nudum
- Dicksonia antarctica
- соруси